# SUNDAY IN THE PARK
SUNDAY IN THE PARK（サンデー・イン・ザ・パーク）は、FM-FUJIで2008年4月6日から2015年3月29日まで毎週日曜日に放送していたワイド番組。エフエム富士東京支社STUDIO ViViDから生放送していた。愛称は、「サンパー」。

## 概要
「晴れている日曜日の公園で、心地いい日差しをあびているような輝きのある日曜日を過ごす」ための番組で、主に30代をメインターゲットに最新情報やゲストトーク、新旧洋邦問わず選曲するヒット曲などを織り交ぜて進行していく。14時台には、ホノルルからの中継コーナー「100％ハワイ」がある。番組終了までのパーソナリティは、ナラヨシタカと菅野未登利が担当した。
放送は2015年3月29日で終了し、翌週4月5日より新番組「SUNDAY DESIGNS」がスタートした。

## 放送時間
番組終了まで
- 毎週日曜日10:00 - 16:00（360分）

過去（不定期）
- 10:00 - 15:40（340分）
- 10:00 - 15:49（349分）
- 10:00 - 15:53（353分）

## パーソナリティ
番組終了まで
- ナラヨシタカ（2008年4月6日 - 2015年3月29日）[1]
- 菅野未登利（2013年4月7日 - 2015年3月29日）[2]

過去
- 蒼井里紗（2008年4月6日 - 2010年12月26日）[3]
- 菅原えり（2011年1月2日 - 12月25日）[4]
- にわみきほ（2012年1月8日 - 2013年3月31日）

## 主なコーナー
太字は担当者である。
- 13:00 SUNDAY MUSIC PARK（ゲストコーナー）
- 14:00 100％ハワイ（Mihoko Taylor） - KZOOとの同時生放送（現地時間は土曜日19:00）である。
- 14:33 羽村通信（愛称は「ハム通」、LIFriends）
- Dogs In The Park（2015年2月1日 - 2015年3月） - 自慢のワンちゃんを紹介するコーナー。

終了した主なコーナー
- 匠を聞け!（2008年4月 - 2009年、11:20 - ）
- EBiDANのエヴリバディ☆DANSHI（2012年11月4日 - 2013年3月31日、11:00 - 11:20） - カスタマイZ・超特急・DISH//が週替わりで出演。
- エヴリバディ☆超特急（2013年4月14日 - 2014年3月30日、11:00 - 11:20）

## 番組企画商品
- 『SUNDAY IN THE PARK × NEXCO中日本』 presents 中央道談合坂 & 双葉サービスエリア限定スウィーツ企画
商品名 : 一口食べたらオマエをはなサンデー